# 아르코예술극장
아르코예술극장 또는 아르코ㆍ대학로예술극장은 서울 특별시 종로구 동숭동에 위치한 극장이다. 1981년 4월 1일에 개관했다. 360도 회전 무대를 갖춘 608석 규모의 대극장과 공연 내용에 따라 자유롭게 좌석을 배치 할 수 있는 150석 규모의 소극장이 있다. 건축가 김수근이 설계를 맡아 건축되었다.

## 참고 문헌
- “アルコ芸術劇場（아르코예술극장）”. 韓国観光公社. 2021년 10월 19일에 확인함.
- “アルコ芸術劇場”. 観光－ソウルナビ. 2021년 10월 19일에 확인함.